# Luis Alberto Zambrano
Luis Zambrano (Quinindé, Ecuador, 16 de junio de 1982) es un exfutbolista y entrenador ecuatoriano. Se desempeñaba como defensa central y su último equipo fue Everest. Actualmente dirige al 9 de Octubre Fútbol Club de la Serie B de Ecuador.

## Trayectoria
Se inició como futbolista en las divisiones juveniles del Emelec. Fue seleccionado en su país en la categoría Sub-17 en el año de 1999 en el Campeonato Sudamericano Sub-17 de Uruguay. En el 2001 debutó en Primera División terminando el año como titular, siendo campeón esa temporada y la siguiente. También fue subcampeón de la Copa Merconorte el 2001.
El 2004 fue cedido al Audaz Octubrino, los años 2005 y 2006 jugó en el Manta Fútbol Club. En el 2007 volvió a Emelec. El 2012 pasa a Ferroviarios y posteriormente a Olmedo.
Terminó su carrera en el Everest, club donde jugó en 2017 y 2018.

### Clubes
| Club                   | País    | Año       |
| ---------------------- | ------- | --------- |
| Emelec                 | Ecuador | 2001-2003 |
| Audaz Octubrino        | Ecuador | 2004      |
| Manta FC               | Ecuador | 2005-2006 |
| Emelec                 | Ecuador | 2007-2011 |
| Ferroviarios           | Ecuador | 2012      |
| Olmedo                 | Ecuador | 2012-2013 |
| Panamá SC              | Ecuador | 2014      |
| Rocafuerte Fútbol Club | Ecuador | 2015      |
| Liga de Portoviejo     | Ecuador | 2016      |
| Everest                | Ecuador | 2017-2018 |

En el 2019 se inició como entrenador de fútbol dirigiendo al Everest.

## Palmarés

### Campeonatos nacionales
| Título             | Club   | País    | Año  |
| ------------------ | ------ | ------- | ---- |
| Serie A de Ecuador | Emelec | Ecuador | 2001 |
| Serie A de Ecuador | Emelec | Ecuador | 2002 |